# Zimtflankenamazilie
Die Zimtflankenamazilie (Ramosomyia wagneri, Synonym: Amazilia wagneri, Leucolia wagneri, Ramosomyia viridifrons wagneri) ist eine Vogelart aus der Familie der Kolibris (Trochilidae). Das Verbreitungsgebiet dieser endemischen Art umfasst den Süden Mexikos im zentralen und südlichen Oaxaca.
Die Bestandssituation der Zimtflankenamazilie wurde 2016 in der Roten Liste gefährdeter Arten der IUCN als „Least Concern (LC)“ = „nicht gefährdet“ eingestuft.

## Merkmale
Die Zimtflankenamazilie erreicht eine Körperlänge von etwa 10 bis 11,5 cm. Das Männchen hat einen geraden, mittelgroßen Schnabel, der hellrot mit schwarzer Spitze ist. Der Oberkopf ist schwärzlich, oft mit einem ölig grünen Schimmer. Der Nacken und die Ohrdecken sind bronzegrün, der Rest der Oberseite bronze oder bronzegrün mit stumpfen, rötlichbraunen Flecken an den Armschwingen und weniger auffällig an den zentralen Handschwingen. Kehle und Unterseite sind weiß. Die unteren Halsseiten sind zimtfarben gefleckt; diese Färbung setzt sich heller an den Brustseiten und den Flanken fort. Meist ist dieser Bereich im Sitzen von den Flügeln bedeckt. Die Unterschwanzdecken weisen oft eine subterminale zimtfarbene Markierung oder gewellte Streifen auf. Der Schwanz ist rötlichbraun mit bronzenen Säumen. Das Weibchen hat einen dunkelgrünen Oberkopf. Die Färbung des zimtfarbenen Gesichts wird an den Seiten heller. Das rötliche Braun der Flügel ist auf Flecken an den Schirmfedern und den Innenfahnen der Armschwingen begrenzt. Die inneren Steuerfedern sind bronzegolden, die äußeren bräunlichrot und eng bronzefarben gesäumt. Juvenile Zimtflankenamazilien haben eine trübere Vorder- und Oberkopffärbung, die bei männlichen Exemplaren schwärzlich grün sein kann. Die neuen Federn sind begrenzt auf die Basis der Armschwingen zimtfarben gefleckt. Der Schwanz ist zimtfarben gefleckt, wobei die Basis der zentralen Steuerfedern bei den Männchen purpurn-kupferfarben gefärbt ist.

## Lautäußerungen
Der Ruf kling ähnlich wie der der Grünscheitelamazilie (Amazilia viridifrons (Elliot, DG, 1871)). Ein möglicher Ruf ist ein wiederholendes, ruhiges, hartes Knattern von tsssssrk....tschiuk-Lauten. Der Gesang beinhaltet trockenes Zirpen und schnatternde Töne.

## Fortpflanzung
Daten über das Brutverhalten und die Keimdrüsenaktivitäten der Zimtflankenamazilie weisen auf Januar bis Februar, Mai und August bis Oktober als Brutzeit hin. Ihr kelchförmiges Nest, das sie mit Spinnweben in 2 bis 3 Metern über dem Boden anbringen, bauen die Vögel aus Pflanzenwolle und Flechten. Eine Brut besteht aus zwei Eiern, die oft durch Regenauswaschungen von Nestmaterial beschmutzt sind. Um die Bebrütung kümmert sich ausschließlich das Weibchen.

## Migration
Die Zimtflankenamazilie gilt als Standvogel.

## Verbreitung und Lebensraum

Verbreitungsgebiet der Zimtflankenamazilie

Die Art bevorzugt trockenes bis halbnasses Gestrüpp, Dornenwälder und Wälder mit Ufergebieten in Höhen zwischen 250 und 900 Meter.

## Systematik
Die Art gilt als monotypisch. Es liegt ein naher Verwandtschaftsgrad zur Veilchenscheitelamazilie (Ramosomyia violiceps (Gould, 1859)) vor. Außerdem gilt sie als konspezifisch mit der Grünscheitelamazilie.

## Etymologie und Forschungsgeschichte
Allan Robert Phillips beschrieb die Zimtflankenamazilie unter dem Namen Amazilia wagneri. Das Typusexemplar wurde von ihm in Oaxaca gesammelt. Im Jahr 1843 führte René Primevère Lesson den neuen Gattungsnamen Amazilia für den Goldmaskenkolibri, den Streifenschwanzkolibri, die Zimtbauchamazilie (Syn.: Ornysmia cinnamomea), den Blaukehl-Sternkolibri (Syn.: Ornymia rufula) und die Longuemare-Sonnennymphe ein. Die Rostbauchamazilie (Amazilia amazilia) erwähnte er nicht. Dieser Name stammt aus einem Roman von Jean-François Marmontel, der in Les Incas, Ou La Destruction De L’empire Du Pérou von einer Inkaheldin namens Amazili berichtete. Der Artname  ist Helmuth Otto Wagner gewidmet, der sehr viel wertvollen Input zu dieser Familie gegeben hatte. Im März 2021 wurde die Grünscheitelamazilie der neu eingeführten Gattung Ramosomyia zugeordnet. Der Name ist dem mexikanischen Ornithologen und Umweltschützer Mario Alberto Ramos Olmos (1949–2006) gewidmet und um das griechische Wort »myia, myias μυια, μυιας« für »fliegen« erweitert.